# Zalari járás

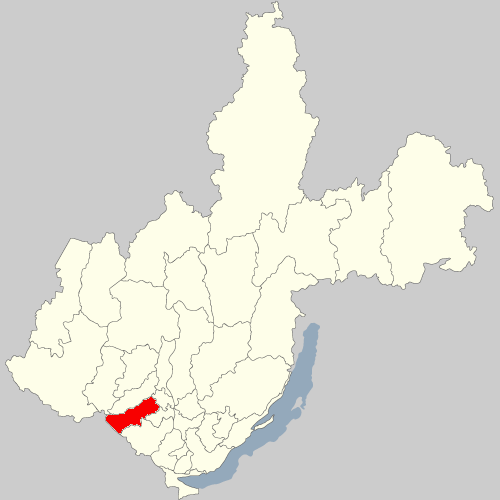
A Zalari járás az Irkutszki területen

A Zalari járás (oroszul Залари́нский райо́н) Oroszország egyik járása az Irkutszki területen. Székhelye Zalari.

## Népesség
- 1989-ben 33 117 lakosa volt.
- 2002-ben 32 010 lakosa volt.
- 2010-ben 28 229 lakosa volt, melyből 25 977 orosz, 794 tatár, 479 ukrán, 250 burját, 122 örmény stb.